# Còpia en carbó

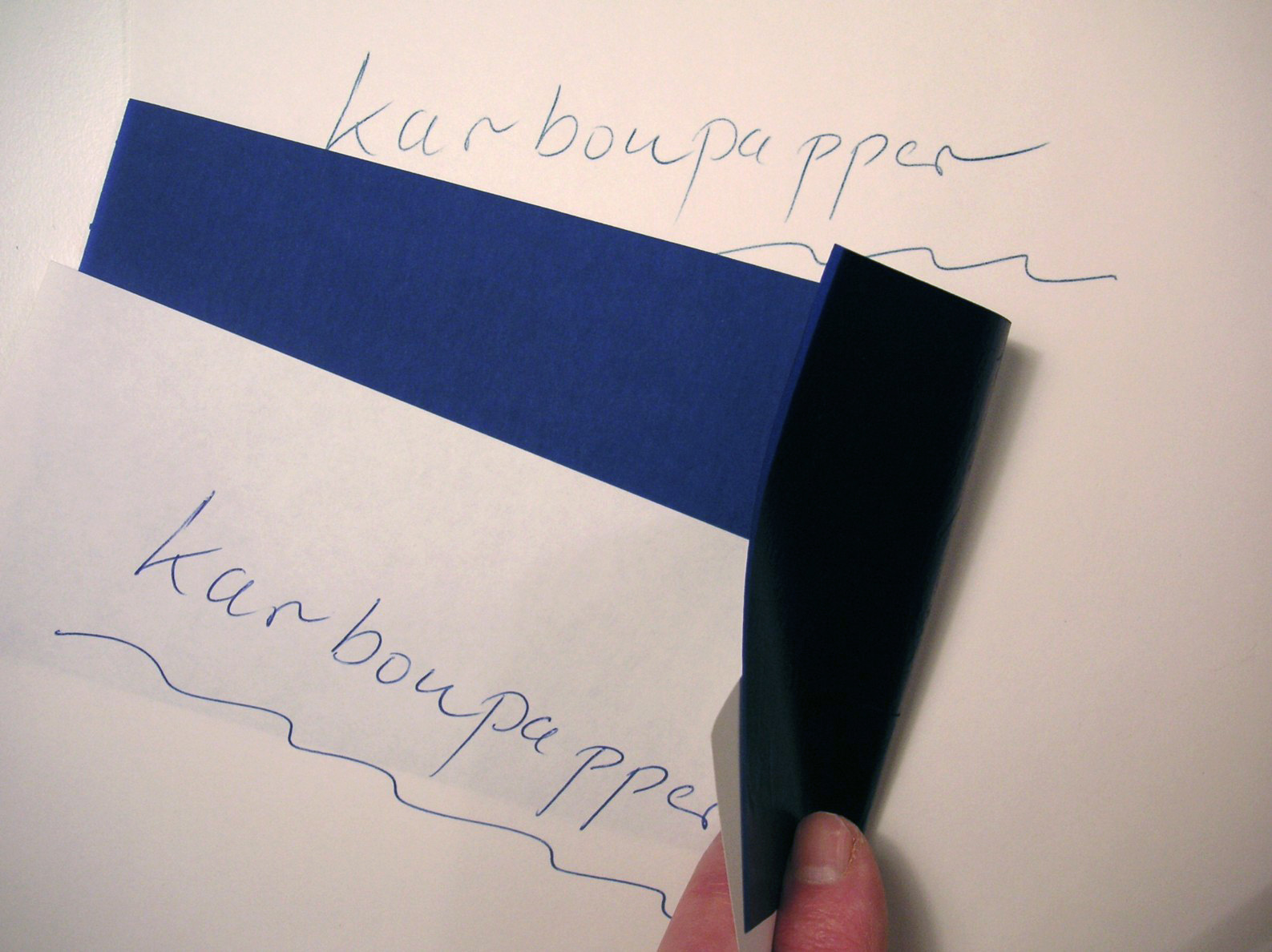
Una còpia feta amb paper carbó

El terme còpia en carbó, sovint abreujat CC, fou originalment la tècnica d'emprar paper carbó per produir una o més còpies d'un document en paper simultàniament a la creació d'aquest. Amb les antigues màquines d'escriure això s'aconseguia interposant un full de paper carbó a dos fulls de paper normal dins el corró de la màquina, de manera que tot el que s'escrivia al primer full mecanoscrit es copiava als altres. Aquesta tècnica també s'aplica als documents manuscrits.
Aquesta pràctica va caure en desús amb la vinguda de la fotocòpia i altres mitjans electrònics, tot i que encara es fa servir, per exemple, en blocs de rebuts que contenen un full de paper carbó de més d'un ús, a fi que l'usuari puga guardar una còpia exacta de cada rebut emès.

## Correu electrònic
L'ús del terme còpia en carbó ha revifat arran del creixement d'Internet. En aquest àmbit, la còpia en carbó té una finalitat semblant, tot i que la manera de dur-la a terme és diferent.
En un correu electrònic, l'abreviatura CC es refereix a la pràctica de trametre un missatge com a "còpia en carbó" o "còpia de cortesia". És a dir, no s'espera que el receptor hi responga (encara que, per descomptat, pot fer-ho). Normalment, hom informa el personal de supervisió amb còpies en carbó.
Contràriament al que se sol creure, la còpia en carbó no està feta per trametre més d'una còpia del missatge; en qualsevol cas, la finalitat principal no és aquesta, ja que no hi ha cap problema a omplir el camp Per a: amb nombroses adreces.
Els destinataris de la còpia en carbó es mostren a tots el destinataris, i això, depenent de la situació, pot no ser desitjable. Hi ha un camp alternatiu, el Cco: o còpia en carbó oculta (CCO), que s'empra per a fer notificacions ocultes. En la pràctica, habitualment el camp Per a: conté els destinataris principals del missatge, el camp Cc: aquells altres als quals l'autor desitja informar públicament, i el Cco: aquells als quals s'informa d'amagat.